# 太助 (呼出)
太助（たすけ、1979年（昭和54年）9月14日 - ）は、大相撲の十両呼出である。本名は小南 太助（こみなみ たいすけ）。京都府京都市伏見区出身。北の湖部屋→山響部屋所属。血液型はO型。

## 履歴
- 1995年7月場所 - 初土俵。序ノ口呼出。
- 1999年1月場所 - 序二段呼出。
- 2002年1月場所 - 三段目呼出。
- 2004年1月場所 - 幕下呼出。
- 2015年11月場所 - 十両呼出。